# Koné (Nova Caledònia)
Koné (canac Koohnê) és un municipi francès, situat a la col·lectivitat d'ultramar de Nova Caledònia. El 2009 tenia 5.199 habitants. El 78% de la població canac viu en àrees tribals 

## Evolució demogràfica
| Població de Koné (1956-2009) | Població de Koné (1956-2009) | Població de Koné (1956-2009) | Població de Koné (1956-2009) | Població de Koné (1956-2009) | Població de Koné (1956-2009) | Població de Koné (1956-2009) | Població de Koné (1956-2009) | Població de Koné (1956-2009) | Població de Koné (1956-2009) |
| ---------------------------- | ---------------------------- | ---------------------------- | ---------------------------- | ---------------------------- | ---------------------------- | ---------------------------- | ---------------------------- | ---------------------------- | ---------------------------- |
| Població                     | 2.037                        | 2.340                        | 2.557                        | 2.479                        | 2.919                        | 2.919                        | 4.088                        | 4.500                        | 5.199                        |
| Any                          | 1956                         | 1963                         | 1969                         | 1976                         | 1983                         | 1989                         | 1996                         | 2004                         | 2009                         |

## Composició ètnica
- Europeus 24,4%
- Canacs 63,1%
- Polinèsics 2,1%
- Altres, 10,4%

Hi ha 9 tribus en el territori del municipi, distribuïdes sobretot a l'interior i a la Serralada Central, que és didivida entre dos districtes tradicionals; el de Bacus és el més poblat i compta amb 4 tribus (Bacus, Koniambo, Tiaoué i Atéou), de parla paici, llevat Bacus, que parla un dialecte de la regió Voh-Koné. L'altre és el de Poindah, que agrupa set tribus (Netchaot, Noelly, Néami, Poindah, Bopope, Ouaté i Paouta-Baï), també de llengua paici, llevat Netchait i Bobope. que parlen camuki.
Tribus essencialment creades amb un estatut de reserva per tal de permetre l'explotació de níquel i la instal·lació de colons de la dècada de 1860, Koné ha estat l'epicentre de la revolta canac de 1917, la més gran insurrecció melanèsia de 1878.

## Administració
| Període   | Identitat       | Partit            |
| --------- | --------------- | ----------------- |
| 1961-1970 | Lucien Allard   | UC                |
| 1970-1994 | Paul Napoarea   | UC, FI i FLNKS-UC |
| 1994-2001 | Marcel Nedia    | FLNKS-UC          |
| 2001-     | Joseph Goromido | FLNKS-UNI-Palika  |